# Премия Гильдии киноактёров США за лучшую мужскую роль
Премия Гильдии киноактёров США за лучшую мужскую роль — премия, входящая в награды Гильдии актёров США. Вручается с момента создания премии, с 1995 года.

## Лауреаты и номинанты

### 1995—1999
| Год  | Церемония | Фотографии лауреатов                                  | Лауреаты и номинанты                        |
| ---- | --------- | ----------------------------------------------------- | ------------------------------------------- |
| 1995 | 1-я       |                                                       | • Том Хэнкс — фильм «Форрест Гамп»          |
| 1995 | 1-я       | • Морган Фримен — фильм «Побег из Шоушенка»           |                                             |
| 1995 | 1-я       | • Пол Ньюман — фильм «Без дураков»                    |                                             |
| 1995 | 1-я       | • Тим Роббинс — фильм «Побег из Шоушенка»             |                                             |
| 1995 | 1-я       | • Джон Траволта — фильм «Криминальное чтиво»          |                                             |
| 1996 | 2-я       |                                                       | • Николас Кейдж — фильм «Покидая Лас-Вегас» |
| 1996 | 2-я       | • Энтони Хопкинс — фильм «Никсон»                     |                                             |
| 1996 | 2-я       | • Джеймс Эрл Джонс — фильм «Два цвета времени»        |                                             |
| 1996 | 2-я       | • Шон Пенн — фильм «Мертвец идёт»                     |                                             |
| 1996 | 2-я       | • Массимо Троизи — фильм «Почтальон»                  |                                             |
| 1997 | 3-я       |                                                       | • Джеффри Раш — фильм «Блеск»               |
| 1997 | 3-я       | • Том Круз — фильм «Джерри Магуайер»                  |                                             |
| 1997 | 3-я       | • Рэйф Файнс — фильм «Английский пациент»             |                                             |
| 1997 | 3-я       | • Вуди Харрельсон — фильм «Народ против Ларри Флинта» |                                             |
| 1997 | 3-я       | • Билли Боб Торнтон — фильм «Отточенное лезвие»       |                                             |
| 1998 | 4-я       |                                                       | • Джек Николсон — фильм «Лучше не бывает»   |
| 1998 | 4-я       | • Мэтт Деймон — фильм «Умница Уилл Хантинг»           |                                             |
| 1998 | 4-я       | • Роберт Дюваль — фильм «Апостол»                     |                                             |
| 1998 | 4-я       | • Питер Фонда — фильм «Золото Ули»                    |                                             |
| 1998 | 4-я       | • Дастин Хоффман — фильм «Плутовство»                 |                                             |
| 1999 | 5-я       |                                                       | • Роберто Бениньи — фильм «Жизнь прекрасна» |
| 1999 | 5-я       | • Джозеф Файнс — фильм «Влюблённый Шекспир»           |                                             |
| 1999 | 5-я       | • Том Хэнкс — фильм «Спасти рядового Райана»          |                                             |
| 1999 | 5-я       | • Иэн Маккеллен — фильм «Боги и монстры»              |                                             |
| 1999 | 5-я       | • Ник Нолти — фильм «Скорбь»                          |                                             |

### 2000—2009
| Год  | Церемония | Фотографии лауреатов                                        | Лауреаты и номинанты                                                         |
| ---- | --------- | ----------------------------------------------------------- | ---------------------------------------------------------------------------- |
| 2000 | 6-я       |                                                             | • Кевин Спейси — фильм «Красота по-американски»                              |
| 2000 | 6-я       | • Джим Керри — фильм «Человек на Луне»                      |                                                                              |
| 2000 | 6-я       | • Рассел Кроу — фильм «Свой человек»                        |                                                                              |
| 2000 | 6-я       | • Филип Сеймур Хоффман — фильм «Без изъяна»                 |                                                                              |
| 2000 | 6-я       | • Дензел Вашингтон — фильм «Ураган»                         |                                                                              |
| 2001 | 7-я       |                                                             | • Бенисио дель Торо — фильм «Траффик»                                        |
| 2001 | 7-я       | • Джейми Белл — фильм «Билли Эллиот»                        |                                                                              |
| 2001 | 7-я       | • Рассел Кроу — фильм «Гладиатор»                           |                                                                              |
| 2001 | 7-я       | • Том Хэнкс — фильм «Изгой»                                 |                                                                              |
| 2001 | 7-я       | • Джеффри Раш — фильм «Перо маркиза де Сада»                |                                                                              |
| 2002 | 8-я       |                                                             | • Рассел Кроу — фильм «Игры разума»                                          |
| 2002 | 8-я       | • Кевин Клайн — фильм «Жизнь как дом»                       |                                                                              |
| 2002 | 8-я       | • Шон Пенн — фильм «Я — Сэм»                                |                                                                              |
| 2002 | 8-я       | • Дензел Вашингтон — фильм «Тренировочный день»             |                                                                              |
| 2002 | 8-я       | • Том Уилкинсон — фильм «В спальне»                         |                                                                              |
| 2003 | 9-я       |                                                             | • Дэниел Дэй-Льюис — фильм «Банды Нью-Йорка»                                 |
| 2003 | 9-я       | • Эдриен Броуди — фильм «Пианист»                           |                                                                              |
| 2003 | 9-я       | • Николас Кейдж — фильм «Адаптация»                         |                                                                              |
| 2003 | 9-я       | • Ричард Гир — фильм «Чикаго»                               |                                                                              |
| 2003 | 9-я       | • Джек Николсон — фильм «О Шмидте»                          |                                                                              |
| 2004 | 10-я      |                                                             | • Джонни Депп — фильм «Пираты Карибского моря: Проклятие „Чёрной жемчужины“» |
| 2004 | 10-я      | • Питер Динклэйдж — фильм «Станционный смотритель»          |                                                                              |
| 2004 | 10-я      | • Бен Кингсли — фильм «Дом из песка и тумана»               |                                                                              |
| 2004 | 10-я      | • Билл Мюррей — фильм «Трудности перевода»                  |                                                                              |
| 2004 | 10-я      | • Шон Пенн — фильм «Таинственная река»                      |                                                                              |
| 2005 | 11-я      |                                                             | • Джейми Фокс — фильм «Рэй»                                                  |
| 2005 | 11-я      | • Дон Чидл — фильм «Отель Руанда»                           |                                                                              |
| 2005 | 11-я      | • Джонни Депп — фильм «Волшебная страна»                    |                                                                              |
| 2005 | 11-я      | • Леонардо Ди Каприо — фильм «Авиатор»                      |                                                                              |
| 2005 | 11-я      | • Пол Джаматти — фильм «На обочине»                         |                                                                              |
| 2006 | 12-я      |                                                             | • Филип Сеймур Хоффман — фильм «Капоте»                                      |
| 2006 | 12-я      | • Рассел Кроу — фильм «Нокдаун»                             |                                                                              |
| 2006 | 12-я      | • Хит Леджер — фильм «Горбатая гора»                        |                                                                              |
| 2006 | 12-я      | • Хоакин Феникс — фильм «Переступить черту»                 |                                                                              |
| 2006 | 12-я      | • Дэвид Стрэтэйрн — фильм «Доброй ночи и удачи»             |                                                                              |
| 2007 | 13-я      |                                                             | • Форест Уитакер — фильм «Последний король Шотландии»                        |
| 2007 | 13-я      | • Леонардо Ди Каприо — фильм «Кровавый алмаз»               |                                                                              |
| 2007 | 13-я      | • Райан Гослинг — фильм «Полу-Нельсон»                      |                                                                              |
| 2007 | 13-я      | • Питер О’Тул — фильм «Венера»                              |                                                                              |
| 2007 | 13-я      | • Уилл Смит — фильм «В погоне за счастьем»                  |                                                                              |
| 2008 | 14-я      |                                                             | • Дэниел Дэй-Льюис — фильм «Нефть»                                           |
| 2008 | 14-я      | • Джордж Клуни — фильм «Майкл Клейтон»                      |                                                                              |
| 2008 | 14-я      | • Райан Гослинг — фильм «Ларс и настоящая девушка»          |                                                                              |
| 2008 | 14-я      | • Эмиль Хирш — фильм «В диких условиях»                     |                                                                              |
| 2008 | 14-я      | • Вигго Мортенсен — фильм «Порок на экспорт»                |                                                                              |
| 2009 | 15-я      |                                                             | • Шон Пенн — фильм «Харви Милк»                                              |
| 2009 | 15-я      | • Ричард Дженкинс — фильм «Посетитель»                      |                                                                              |
| 2009 | 15-я      | • Фрэнк Ланджелла — фильм «Фрост против Никсона»            |                                                                              |
| 2009 | 15-я      | • Брэд Питт — фильм «Загадочная история Бенджамина Баттона» |                                                                              |
| 2009 | 15-я      | • Микки Рурк — фильм «Рестлер»                              |                                                                              |

### 2010—2019
| Год  | Церемония | Фотографии лауреатов                               | Лауреаты и номинанты                                     |
| ---- | --------- | -------------------------------------------------- | -------------------------------------------------------- |
| 2010 | 16-я      |                                                    | • Джефф Бриджес — фильм «Сумасшедшее сердце»             |
| 2010 | 16-я      | • Джордж Клуни — фильм «Мне бы в небо»             |                                                          |
| 2010 | 16-я      | • Джереми Реннер — фильм «Повелитель бури»         |                                                          |
| 2010 | 16-я      | • Колин Ферт — фильм «Одинокий мужчина»            |                                                          |
| 2010 | 16-я      | • Морган Фримен — фильм «Непокорённый»             |                                                          |
| 2011 | 17-я      |                                                    | • Колин Ферт — фильм «Король говорит!»                   |
| 2011 | 17-я      | • Джесси Айзенберг — фильм «Социальная сеть»       |                                                          |
| 2011 | 17-я      | • Джефф Бриджес — фильм «Железная хватка»          |                                                          |
| 2011 | 17-я      | • Роберт Дюваль — фильм «Похороните меня заживо»   |                                                          |
| 2011 | 17-я      | • Джеймс Франко — фильм «127 часов»                |                                                          |
| 2012 | 18-я      |                                                    | • Жан Дюжарден — фильм «Артист»                          |
| 2012 | 18-я      | • Демиан Бичир — фильм «Лучшая жизнь»              |                                                          |
| 2012 | 18-я      | • Леонардо Ди Каприо — фильм «Дж. Эдгар»           |                                                          |
| 2012 | 18-я      | • Джордж Клуни — фильм «Потомки»                   |                                                          |
| 2012 | 18-я      | • Брэд Питт — фильм «Человек, который изменил всё» |                                                          |
| 2013 | 19-я      |                                                    | • Дэниел Дэй-Льюис — фильм «Линкольн»                    |
| 2013 | 19-я      | • Дензел Вашингтон — фильм «Экипаж»                |                                                          |
| 2013 | 19-я      | • Хью Джекман — фильм «Отверженные»                |                                                          |
| 2013 | 19-я      | • Брэдли Купер — фильм «Мой парень — псих»         |                                                          |
| 2013 | 19-я      | • Джон Хоукс — фильм «Суррогат»                    |                                                          |
| 2014 | 20-я      |                                                    | • Мэттью Макконахи — фильм «Далласский клуб покупателей» |
| 2014 | 20-я      | • Брюс Дерн — фильм «Небраска»                     |                                                          |
| 2014 | 20-я      | • Форест Уитакер — фильм «Дворецкий»               |                                                          |
| 2014 | 20-я      | • Том Хэнкс — фильм «Капитан Филлипс»              |                                                          |
| 2014 | 20-я      | • Чиветел Эджиофор — фильм «12 лет рабства»        |                                                          |
| 2015 | 21-я      |                                                    | • Эдди Редмэйн — фильм «Теория всего»                    |
| 2015 | 21-я      | • Джейк Джилленхол — фильм «Стрингер»              |                                                          |
| 2015 | 21-я      | • Бенедикт Камбербэтч — фильм «Игра в имитацию»    |                                                          |
| 2015 | 21-я      | • Стив Карелл — фильм «Охотник на лис»             |                                                          |
| 2015 | 21-я      | • Майкл Китон — фильм «Бёрдмэн»                    |                                                          |
| 2016 | 22-я      |                                                    | • Леонардо Ди Каприо — фильм «Выживший»                  |
| 2016 | 22-я      | • Джонни Депп — фильм «Чёрная месса»               |                                                          |
| 2016 | 22-я      | • Брайан Крэнстон — фильм «Трамбо»                 |                                                          |
| 2016 | 22-я      | • Эдди Редмэйн — фильм «Девушка из Дании»          |                                                          |
| 2016 | 22-я      | • Майкл Фассбендер — фильм «Стив Джобс»            |                                                          |
| 2017 | 23-я      |                                                    | • Дензел Вашингтон — фильм «Ограды»                      |
| 2017 | 23-я      | • Кейси Аффлек — фильм «Манчестер у моря»          |                                                          |
| 2017 | 23-я      | • Эндрю Гарфилд — фильм «По соображениям совести»  |                                                          |
| 2017 | 23-я      | • Райан Гослинг — фильм «Ла-Ла Ленд»               |                                                          |
| 2017 | 23-я      | • Вигго Мортенсен — фильм «Капитан Фантастик»      |                                                          |
| 2018 | 24-я      |                                                    | • Гэри Олдмен — фильм «Тёмные времена»                   |
| 2018 | 24-я      | • Дензел Вашингтон — фильм «Роман Израэл, Esq.»    |                                                          |
| 2018 | 24-я      | • Дэниел Калуя — фильм «Прочь»                     |                                                          |
| 2018 | 24-я      | • Джеймс Франко — фильм «Горе-творец»              |                                                          |
| 2018 | 24-я      | • Тимоти Шаламе — фильм «Назови меня своим именем» |                                                          |
| 2019 | 25-я      |                                                    | • Рами Малек — фильм «Богемская рапсодия»                |
| 2019 | 25-я      | • Кристиан Бейл — фильм «Власть»                   |                                                          |
| 2019 | 25-я      | • Джон Дэвид Вашингтон — фильм «Чёрный клановец»   |                                                          |
| 2019 | 25-я      | • Брэдли Купер — фильм «Звезда родилась»           |                                                          |
| 2019 | 25-я      | • Виго Мортенсен — фильм «Зелёная книга»           |                                                          |

### 2020—наст. время
| Год  | Церемония | Фотографии лауреатов                                | Лауреаты и номинанты                                        |
| ---- | --------- | --------------------------------------------------- | ----------------------------------------------------------- |
| 2020 | 26-я      |                                                     | • Хоакин Феникс — фильм «Джокер»                            |
| 2020 | 26-я      | • Кристиан Бейл — фильм «Ford против Ferrari»       |                                                             |
| 2020 | 26-я      | • Леонардо Ди Каприо — фильм «Однажды в… Голливуде» |                                                             |
| 2020 | 26-я      | • Адам Драйвер — фильм «Брачная история»            |                                                             |
| 2020 | 26-я      | • Тэрон Эджертон — фильм «Рокетмен»                 |                                                             |
| 2021 | 27-я      |                                                     | • Чедвик Боузман (посмертно) — фильм «Ма Рейни: Мать блюза» |
| 2021 | 27-я      | • Риз Ахмед — фильм «Звук металла»                  |                                                             |
| 2021 | 27-я      | • Стивен Ён — фильм «Минари»                        |                                                             |
| 2021 | 27-я      | • Гэри Олдмен — фильм «Манк»                        |                                                             |
| 2021 | 27-я      | • Энтони Хопкинс — фильм «Отец»                     |                                                             |
| 2022 | 28-я      |                                                     | • Уилл Смит — фильм «Король Ричард»                         |
| 2022 | 28-я      | • Хавьер Бардем — фильм «Быть Рикардо»              |                                                             |
| 2022 | 28-я      | • Бенедикт Камбербэтч — фильм «Власть пса»          |                                                             |
| 2022 | 28-я      | • Эндрю Гарфилд — фильм «Тик-так, бум!»             |                                                             |
| 2022 | 28-я      | • Дензел Вашингтон — фильм «Макбет»                 |                                                             |
| 2023 | 29-я      |                                                     | • Брендан Фрейзер — фильм «Кит»                             |
| 2023 | 29-я      | • Остин Батлер — фильм «Элвис»                      |                                                             |
| 2023 | 29-я      | • Колин Фаррелл — фильм «Банши Инишерина»           |                                                             |
| 2023 | 29-я      | • Билл Найи — фильм «Жить»                          |                                                             |
| 2023 | 29-я      | • Адам Сэндлер — фильм «Прорваться в НБА»           |                                                             |
| 2024 | 30-я      |                                                     | • Киллиан Мёрфи — фильм «Оппенгеймер»                       |
| 2024 | 30-я      | • Пол Джаматти — фильм «Оставленные»                |                                                             |
| 2024 | 30-я      | • Колман Доминго — фильм «Растин»                   |                                                             |
| 2024 | 30-я      | • Брэдли Купер — фильм «Маэстро»                    |                                                             |
| 2024 | 30-я      | • Джеффри Райт — фильм «Американское чтиво»         |                                                             |
| 2025 | 31-я      |                                                     | • Тимоти Шаламе — фильм «Боб Дилан: Никому не известный»    |
| 2025 | 31-я      | • Эдриен Броуди — фильм «Бруталист»                 |                                                             |
| 2025 | 31-я      | • Колман Доминго — фильм «Синг-Синг»                |                                                             |
| 2025 | 31-я      | • Дэниел Крейг — фильм «Квир»                       |                                                             |
| 2025 | 31-я      | • Рэйф Файнс — фильм «Конклав»                      |                                                             |

## Статистика

### Многократные номинанты
В таблицах полужирным золотым шрифтом отмечены годы побед.
| • Дензел Вашингтон   | 2000, 2002, 2013, 2017, 2018, 2022 |
| 5 номинаций          |                                    |
| • Леонардо Ди Каприо | 2005, 2007, 2012, 2016, 2020       |
| 4 номинации          |                                    |
| • Том Хэнкс          | 1995, 1999, 2001, 2014             |
| • Шон Пенн           | 1996, 2002, 2004, 2009             |
| • Рассел Кроу        | 2000, 2001, 2002, 2006             |
| 3 номинации          |                                    |
| • Дэниел Дэй-Льюис   | 2003, 2008, 2013                   |
| • Джонни Депп        | 2004, 2005, 2016                   |
| • Райан Гослинг      | 2007, 2008, 2017                   |
| • Джордж Клуни       | 2008, 2010, 2012                   |
| • Вигго Мортенсен    | 2008, 2017, 2019                   |
| • Брэдли Купер       | 2013, 2019, 2024                   |

| 2 номинации            | 2 номинации |
| ---------------------- | ----------- |
| • Морган Фримен        | 1995, 2010  |
| • Николас Кейдж        | 1996, 2003  |
| • Энтони Хопкинс       | 1996, 2021  |
| • Джеффри Раш          | 1997, 2001  |
| • Рэйф Файнс           | 1997, 2025  |
| • Джек Николсон        | 1998, 2003  |
| • Роберт Дюваль        | 1998, 2011  |
| • Филип Сеймур Хоффман | 2000, 2006  |
| • Эдриен Броуди        | 2003, 2025  |
| • Пол Джаматти         | 2005, 2024  |
| • Хоакин Феникс        | 2006, 2020  |
| • Форест Уитакер       | 2007, 2014  |
| • Уилл Смит            | 2007, 2022  |
| • Брэд Питт            | 2009, 2012  |
| • Джефф Бриджес        | 2010, 2011  |
| • Колин Ферт           | 2010, 2011  |
| • Джеймс Франко        | 2011, 2018  |
| • Эдди Редмэйн         | 2015, 2016  |
| • Бенедикт Камбербэтч  | 2015, 2022  |
| • Эндрю Гарфилд        | 2017, 2022  |
| • Гэри Олдмен          | 2018, 2021  |
| • Тимоти Шаламе        | 2018, 2025  |
| • Кристиан Бейл        | 2019, 2020  |
| • Колман Доминго       | 2024, 2025  |

### Другие достижения
Фильм с наибольшим количеством номинаций за лучшую мужскую роль (указан год проведения церемонии):
- «Побег из Шоушенка» (1995) — 2 номинации

Самый старый лауреат:
- Дензел Вашингтон (2017) — 62 года

Самый старый номинант:
- Энтони Хопкинс (2021) — 83 года

Самый молодой лауреат:
- Тимоти Шаламе (2025) — 29 года

Самый молодой номинант:
- Джейми Белл (2001) — 14 лет